# Dicke Margarete (Beberbeck)
Koordinaten: 51° 32′ 4″ N, 9° 29′ 41″ O
Die Dicke Margarete ist eine sehr alte und größtenteils abgestorbene Huteeiche etwa 1,5 km nordöstlich von Beberbeck, einem Stadtteil von Hofgeismar im nordhessischen Landkreis Kassel. Sie ist als Naturdenkmal geschützt.

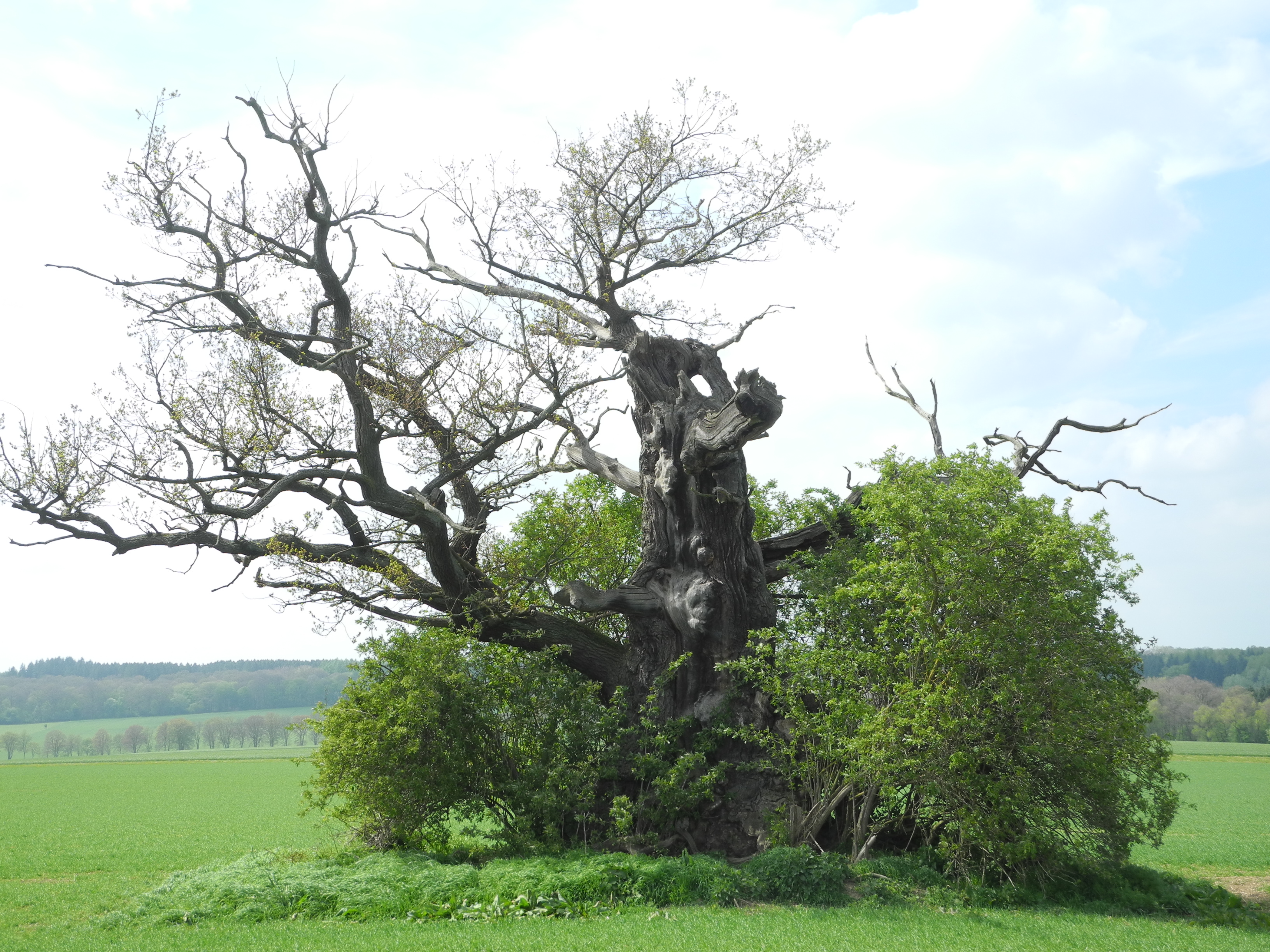
Die „Dicke Margarete“

Die Stieleiche (Quercus robur), ein Einzelbaum, steht auf 260 m ü. NN auf einem großen Feld etwa 400 m südlich der dort nach Westen vorbeifließenden Holzape. Vom etwa 1 km westlich befindlichen Schloss Beberbeck führt eine über 2 km lange Eichenallee nach Südosten. Die Dicke Margarete steht etwa 500 nördlich dieser Allee. Der Zugang auf diesem Privatgelände ist geduldet. Von den ursprünglich sechs Eichen der etwas verstreuten Gruppe sind heute nur noch vier erhalten.
Der Baum hat einen Stammumfang in 1,30 m Höhe von etwas mehr als 8 m und ist nahezu genau 10 m hoch. Der Wurzelraum ist weitgehend hohl. Der Stamm ist am Boden sehr breit, wuchtig und unregelmäßig und hat dort einen Umfang von über 12 m. In 5 m Höhe ist er abgebrochen, und mehrere Aststümpfe gehen von ihm ab. Nur noch wenige Äste bilden die Krone, und mehrere von ihnen sind bereits abgestorben. Das Alter der Eiche wird auf 360–520 Jahre geschätzt.
Die Dicke Margarete hatte eine Namensvorgängerin, die in 150 m Entfernung auf dem gleichen Feld stand und noch auf dem Messtischblatt von 1951 zu sehen war. Nach ihrem Absterben wurde der Name vermutlich auf die heutige Eiche übertragen.
Siehe auch: Liste der Naturdenkmale in Hofgeismar.